# Cielo líquido
«Cielo Líquido» es una canción interpretada por la cantante mexicana Fey en el año 1998, elegida como tercer sencillo del álbum El color de los sueños, el sencillo logra salvar la popularidad de Fey, a comparación de su anterior sencillo (Díselo con flores).

## Información
Después del mal recibimiento del segundo sencillo de El color de los sueños, Díselo con flores, lanza el 4 de abril de 1999 el tercer sencillo del álbum Cielo Líquido esperando un mejor recibimiento comercial, el sencillo encabeza las listas latinoamericanas pero no logra entrar a ninguna lista Billboard, a pesar de ello el sencillo logra salvar la fama de Fey.

### Videoclip
Inicialmente Fey pensaba un video para el sencillo pero la falta de ideas y tiempo hicieron imposible un videoclip para este sencillo, no tiene video oficial además fue cancelado.

## Promoción
Cielo Líquido tuvo una promoción más fuerte que Díselo con flores. Fey hizo la primera presentación de la canción en Sábado Gigante, y la interpreta en varios programas de televisión, también como en sus giras como El Tour de los Sueños en 1999, la gira 9.0 American Tour.